# ميشيل زين-روفينين
ميشيل زين-روفينين (بالألمانية:Michel Zen-Ruffinen؛ مواليد 24 أبريل 1959) هو مسؤول كرة قدم سويسري شغل منصب الأمين العام للاتحاد الدولي لكرة القدم، الهيئة الحاكمة الدولية لهذه الرياضة من عام 1998 إلى عام 2002.
زين-روفينين هو محامٍ متخصص في (قانون الرياضة [الإنجليزية])، وكان حكم كرة قدم محترمًا. بدأت مسيرته المهنية في الاتحاد الدولي لكرة القدم في عام 1986، وتم تعيينه لاحقًا رئيسًا لقسمه القانوني من قبل جوزيف بلاتر، الأمين العام للاتحاد آنذاك. ثم تم تعيينه نائبًا لبلاتر، وأصبح رئيسًا للفيفا. وقد تم ترشيحه لمنصب الأمين العام.
في 3 مايو 2002، في اجتماع اللجنة التنفيذية للاتحاد، قدم زين روفينن تقريرًا طرح فيه اتهامات خطيرة ضد الرئيس بلاتر. طالب خمسة من نواب الرئيس السبعة باستقالة بلاتر، لكن اللجنة فضلت أن يقدم تفسيرًا مكتوبًا لجميع التهم الثماني الموجهة إليه. وسرعان ما اضطر زين روفينن إلى ترك منصبه بسبب خلافات كبيرة مع قيادة الفيفا.
في عام 2007 تم تعيينه رئيسًا لاتحاد وكلاء كرة القدم.
في عام 2015، أعرب عن نيته الترشح لمنصب رئيس الاتحاد الدولي لكرة القدم، لكنه قرر في النهاية عدم الترشح..

## وصلات خارجية
- World Cup 2018: former Fifa official Michel Zen-Ruffinen offers himself as a '£210k’ fixer
- Michel Zen-Ruffinen - The Japan Times